# 교황 보니파시오 5세
교황 보니파시오 5세(라틴어: Bonifacius PP. V, 이탈리아어: Papa Bonifacio V 영어: Pope Boniface V)는 제69대 교황(재위: 619년 12월 23일 - 625년 10월 25일)이다. 그는 잉글랜드의 기독교 선교를 노력하였으며, 모든 성당과 수도원에 치외법권을 부여하는 교령을 반포하였다.
보니파시오 5세는 나폴리 태생으로 교황 아데오다토 1세 사후 거의 1년 간의 사도좌 공석 기간을 깨고 교황으로 선출되었다. 그가 교황좌에 착좌하기 전에 이탈리아의 정세는 라벤나 총독이자 환관인 엘레우테리우스의 반란으로 불안하였다. 하루는 귀족의 권리를 주장하는 자가 휘하 병사들을 이끌고 로마로 진격하였으나, 로마에 도착하기도 전에 자신이 이끈 병사들에게 살해당하는 사건이 있었다.
《교황 연대표》에 따르면, 보니파시오 5세는 성당의 제단 구역에 대해 몇 가지 조항을 제정하였으며, 교회 공증인들에게 유언 문제와 관련해서는 제국법을 따르도록 지시하였다. 그는 또한 시종은 순교자의 유해에 함부로 손대지 말고, 사제나 부제를 대신하여 세례성사를 거행하지 말도록 지시하였다. 보니파시오 5세는 노멘타나 가도에 있는 성 니코메데의 무덤을 완성한 후 축복하였다. 《교황 연대표》에서는 보니파시오 5세를 아주 온화한 사람으로 묘사하고 있으며, 그의 두드러진 특징은 사제들에 대해 깊은 사랑을 간직했다는 것이다.
베다는 보니파시오 5세가 생전에 잉글랜드 교회에 대해 애정어린 관심을 가졌다고 말하였다. 그에 따르면, 보니파시오 5세는 캔터베리 대주교 멜리토와 로체스터의 주교 유스토 등에게 권고하는 서신들을 써서 보낸 바 있다. 그 가운데 하나로 624년 멜리토가 캔터베리 대주교로 착좌했을 때 유스토에게 쓴 서신에서는 그에게 영예와 사목권의 상징으로 팔리움을 수여하고 잉글랜드의 다른 주교들을 임명할 권한을 부여한다는 내용이 담겨 있었다. 베다는 또한 보니파시오 5세가 625년 노섬브리아의 에드윈 왕에게 가톨릭 신자가 되기를 촉구하면서 이미 가톨릭 신자가 된 그의 아내 켄트의 에델부르에게는 남편이 하루속히 가톨릭 신자가 되게끔 힘써 노력하라고 당부하는 내용의 서신을 써서 보냈다고 말하였다.
보니파시오 5세는 625년 10월 25일 선종하여 성 베드로 대성전에 안장되었다.